# Saint-Paul-en-Gâtine
Saint-Paul-en-Gâtine è un comune francese di 450 abitanti situato nel dipartimento delle Deux-Sèvres nella regione della Nuova Aquitania.

## Società

### Evoluzione demografica
Abitanti censiti